# Llabià
Llabià és una poble (entitat de població) del municipi de Fontanilles a la comarca del Baix Empordà. En el cens de 2007 tenia 52 habitants.
El 1800 Llabià era un ens local independent, però el 1846 va ser incorporat a Fontanilles per la política de reducció del número de municipis.

## Geografia
Enfilat dalt d'un turó, entre Serra de Daró i Gualta, és el millor punt de guaita sobre l'antic estany d'Ullastret.
La plana d'aquest antic estany pren els diferents tons del cereals i de la userda, segons l'estació. Un bon lloc per apreciar, en silenci, com feinegen a poc a poc els tractors. Si la vista que ofereix Llabià és excepcional, el poble també té el seu encant vist des del turó de les ruïnes d'Ullastret.

## Patrimoni cultural
L'església parroquial de Llabià està dedicada a Sant Romà, és de dimensions considerables i té un absis semicircular.
És especialment remarcable el Carrer Major, un carrer medieval format per cases mitjaneres que el van delimitant, construïdes amb pedra.